# Вътрешна делта на Нигер
Вътрешната делта на река Нигер е обширна територия в средното течение на река Нигер, намираща се територията на Мали. Известна е и с името Масина.
Представлява особена широка и силно заблатена местност, разливна долина с множество езера, крайречни езера и речни ръкави.

## Описание
Вътрешната делта на Нигер е с дължина от 425 km и средна ширина 87 km. В тази част, където в Нигер се влива основният приток, река Бани, в древността е имало голямо безотточно езеро. В наши дни голямо езеро се образува през влажния сезон като водите му се използват от хората за поливане на околните земеделски земи, а също и за водопой от многочислените стада животни и птици. За около четири месеца (от юли до октомври) площта на делтата се увеличава от 3,9 хил. km² до 20 хил. km².
Вътрешната, както и същинската делта на река Нигер носят значително количество отложения от алувиални наноси. В района на Томбукту многобройните ръкави от делтата се съединяват и руслото на реката отново става едно като по този начин бележи края на делтата.

## Население
Територията на вътрешната делта и прилежащите области са населени от народите фулбе и догони. Земите се използват за производство на просо и ориз, а така също и отглеждане на едър рогат добитък. Освен това водите от делтата се използват от малийците и за снабдяване с питейна вода и риболов.
В района на делтата се намират и градовете Ке Масина, Томбукту, Мопти, Севаре и Джене. На около три километра от Дженне лежат руините на град Джене жено, който е основан около 250 г. пр.н.е..

## История
Ресурсите и даденостите на делтата са използвани от хората от древни времена. До 15-век на територията и е влизала в границите на Империя Мали, а след това преминава в ръцете на Сонгайската империя. В началото на 19 век районът е бил владение на държавата Масина със столица Хамдулахи. През 1862 г. Масина е завладяна от Умар Тал и попада в границите на Империята Тукуле, която на свой ред капитулира пред френските колониалисти. През 1960 г. регионът попада в границите на новата дължава Мали.

## Екология
Сезонните заблатявания и наличието на множество езера са важно място за почивка на голям брой видове прелетни птици. Ето защо районът на вътрешната делта попада в рамките на Рамсарската конвенция. През 1987 г. под защита попадат две езера – Хоро и Дебо и блатистия район Сери. Общата площ на опазваната територия е 1620 km². Поради близостта си до Сахел, чиято територия в днешни дни непрекъснато расте, съществуват опасения, че в Масина нивото на валежите ежегодно намаляват.